# Dryopteris peninsulae
Dryopteris peninsulae är en träjonväxtart som beskrevs av Masao Kitagawa. Dryopteris peninsulae ingår i släktet Dryopteris och familjen Dryopteridaceae. Inga underarter finns listade.